# SN 1993Z
SN 1993Z – supernowa typu Ia odkryta 23 września 1993 roku w galaktyce NGC 2775. W momencie odkrycia miała maksymalną jasność 13,90m.